# Debra Milke
Debra Jean Milke (Berlin-Steglitz 10. ožujka 1964.- ), jedna od šezdesetak žena u Americi osuđenih na smrt. Debra Milke rođena je u Berlinu 1964. godine.
Na smrt je osuđena zbog ubojstva svoga sina Christophera Conana Milke, a po optužnici koja se temelji jedino na lažnom svjedočenju pod prisegom detektiva Armanda Saldatea (Armando Saldate) koji je radio na tome slučaju. Usprkos ovakvom svjedočenju u kojem je detektiv na sudu lagao pod prisegom Debra Milke je odslužila punih 22 godine sa smrtnom presudom, koju je tek 14. travnja 2013. ukinuo Prizivni sud devetog okruga SAD-a, na što je tužitelj Tom Horne najavio žalbu.
Detektiv Saldate na glasu je po tome što je više puta lažno svjedočio na suđenjima. Saldate je ispitivao optuženu, a na tim ispitivanjima nitko više nije bio prisutan, niti je ispitivanje bilo snimano. U svome svjedočenju Debri Milke izjavio je da je ona priznala ubojstvo, o čemu ona nije imala pojma. Ako tužitelj ne podnese nove dokaze morat će je osloboditi u roku od jednog mjeseca nakon što je prizivni sud ukinuo presudu, odnosno do 14. svibnja 2013.
Debra Milke trenutačno se još nalazi s još dvije žene u Arizona State Prison Complex - Perryville, Goodyear, Arizona. Smrtnu presudu u Arizoni još očekuju Wendi Andriano (r. 6. kolovoza 1970) i Shawna Forde (r. 6. prosinca 1967).
Debra Milke je puštena na slobodu, nakon gotovo 24 godine, početkom rujna 2013., da bi se branila sa slobode, jer tužitelj najavljuje novu tužbu.

## Završertak suđenja
U trećem mjesecu 2015. Debra Milke oslobođena je svih optužbi jer tužitelj koji ustraje da je kriva ostao ograničen u svom naumu jer je detektiv Saldate iz straha od mogućih saveznih optužbi zbog lažnih svjedočenja pod prisegom odustao od novog svjedočenja.
Debra Milke podnijela je tužbu protiv grada Phoenixa, okruga Maricopa i brojnih pojedinaca zbog kojih su joj bila povrijeđena građanska prava tvrdeći da nije imala pošteno suđenje i da je bila žrtva zlonamjernog progona.